# Champigny-le-Sec
Pour les articles homonymes, voir Champigny.
Champigny-le-Sec est une ancienne commune du Centre-Ouest de la France, située dans le département de la Vienne  en région Nouvelle-Aquitaine. Le 1er janvier 2017, elle fusionne avec Le Rochereau pour former la commune nouvelle de Champigny en Rochereau.

## Géographie
La commune comporte historiquement et géographiquement plusieurs lieux-dits : les Courances, la Rondelle, Château-Fromage, l'Arceau...
La commune de Liaigues (aujourd'hui hameau)  fut rattachée à celle de Champigny le sec au XIXe siècle.

### Localisation
La commune est proche du parc naturel régional Loire-Anjou-Touraine.

### Communes limitrophes
Les communes les plus proches de Champigny-le-Sec sont Le Rochereau, Villiers, Charrais et Amberre.
Champigny-le-Sec est située à 8 km au nord-ouest de Neuville-de-Poitou, la plus grande ville des environs.

### Climat
Le  climat est océanique avec des étés tempérés.
D’une manière générale, le temps est assez sec et chaud pendant l’été, moyennement pluvieux en automne et en hiver avec des froids peu rigoureux.
La température moyenne est de 11 °C. Juillet est le mois le plus chaud (maximale
absolue 40,8 °C en 1947). Janvier est le mois le plus froid  (minimale absolue – 17,9 °C en 1985). 9 °C à peine sépare les moyennes minimales des moyennes maximales (6 °C en hiver - 11 °C en été). L’amplitude thermique est de 15 °C.

### Voies de communication et transports
Les gares et les haltes ferroviaires les plus proches de Champigny-le-Sec sont:
- La halte ferroviaire de Jaunay-Clan  à 18,1 km,
- La gare du Futuroscope  à 18,1 km,
- La halte ferroviaire de Chasseneuil  à 18,4 km,
- La gare de Poitiers  à 20,4 km,
- La halte ferroviaire de Dissay à 20,7 km.

Les aéroports et les aérodromes proches de Champigny-le-Sec sont :
- L'aéroport de Poitiers-Biard à 18,6 km,
- L'aérodrome de Niort - Souché à 62 km.

## Typologie
Le nom de Champigny dérive du latin Villa Campagniacus, nom du bourg qu'on peut trouver dans les textes à partir de 913.

## Histoire
Champigny-le-Sec accueille favorablement les avancées de la Révolution française. Elle plante ainsi son arbre de la liberté, symbole de la Révolution. Il devient le lieu de ralliement de toutes les fêtes et des principaux événements révolutionnaires.

## Politique et administration

### Intercommunalité
Depuis 2015, Champigny-le-Sec est dans le canton de Migné-Auxances (N°11) du département de la Vienne. Avant la réforme des départements, Champigny-le-Sec était dans le canton n°15 de Mirebeau dans la 1re circonscription.
La commune de Champigny-le-Sec appartient à la zone d'emploi Poitiers qui fait elle-même partie du vaste espace urbain Poitiers-Châtellerault.

### Liste des maires
| Période   | Période | Identité         | Étiquette | Qualité |
| --------- | ------- | ---------------- | --------- | ------- |
| 1940      | 1965    | Émilien Thiollet |           |         |
| 1965      | 1971    | Marcel Gazeau    |           |         |
| 1971      | 2001    | Rémy Thiollet    |           |         |
| mars 2001 | 2014    | Robert Leduc     | UMP       |         |
| 2014      | 2017    | Daniel Meunier   |           |         |

### Instances judiciaires et administratives
La commune relève du tribunal d'instance de Poitiers, du tribunal de grande instance de Poitiers, de la cour d'appel  Poitiers, du tribunal pour enfants de Poitiers, du conseil de prud'hommes de Poitiers, du tribunal de commerce de Poitiers, du tribunal administratif de Poitiers et de la cour administrative d'appel  de  Bordeaux,  du tribunal des pensions de Poitiers, du tribunal des affaires de la Sécurité sociale de la Vienne, de la cour d’assises de la Vienne.

### Services publics
Les réformes successives de la Poste ont conduit à la fermeture de nombreux bureaux de poste ou à leur transformation en simple relais. Toutefois, la commune a pu maintenir le sien.

## Population et société

### Démographie
L'évolution du nombre d'habitants est connue à travers les recensements de la population effectués dans la commune depuis 1793. À partir du 1er janvier 2009, les populations légales des communes sont publiées annuellement dans le cadre d'un recensement qui repose désormais sur une collecte d'information annuelle, concernant successivement tous les territoires communaux au cours d'une période de cinq ans. 
Pour les communes de moins de 10 000 habitants, une enquête de recensement portant sur toute la population est réalisée tous les cinq ans, les populations légales des années intermédiaires étant quant à elles estimées par interpolation ou extrapolation. Pour la commune, le premier recensement exhaustif entrant dans le cadre du nouveau dispositif a été réalisé en 2006,.
En 2014, la commune comptait 1 092 habitants, en évolution de +1,58 % par rapport à 2009 (Vienne : +1,68 %, France hors Mayotte : +2,49 %).
| 1793 | 1800 | 1806 | 1821 | 1831 | 1836 | 1841 | 1846 | 1851 |
| ---- | ---- | ---- | ---- | ---- | ---- | ---- | ---- | ---- |
| 389  | 435  | 363  | 573  | 635  | 680  | 747  | 773  | 777  |

| 1856 | 1861 | 1866  | 1872  | 1876  | 1881  | 1886  | 1891  | 1896  |
| ---- | ---- | ----- | ----- | ----- | ----- | ----- | ----- | ----- |
| 858  | 955  | 1 036 | 1 074 | 1 138 | 1 179 | 1 215 | 1 117 | 1 051 |

| 1901  | 1906  | 1911  | 1921 | 1926 | 1931 | 1936 | 1946 | 1954 |
| ----- | ----- | ----- | ---- | ---- | ---- | ---- | ---- | ---- |
| 1 053 | 1 015 | 1 049 | 981  | 948  | 980  | 960  | 926  | 938  |

| 1962 | 1968 | 1975 | 1982 | 1990 | 1999 | 2006  | 2011  | 2014  |
| ---- | ---- | ---- | ---- | ---- | ---- | ----- | ----- | ----- |
| 861  | 804  | 789  | 786  | 796  | 800  | 1 000 | 1 094 | 1 092 |

En 2008, selon l’Insee, la densité de population de la commune était de 44 hab./km2 contre 61 hab./km2 pour le département, 68 hab./km2 pour la région Poitou-Charentes et 115 hab./km2 pour la France.
Champigny-le-Sec a connu une nette hausse de 38,9 % de sa population de 1999 à 2006.Cette évolution s’intègre dans une évolution générale qui voit les zones rurales perdent de leurs habitants au profit d’une vaste région circonscrite autour des deux grandes métropoles du département : Poitiers et Châtellerault, et plus particulièrement au profit des cantons limitrophes de la préfecture.
Les dernières statistiques démographiques pour la commune ont été fixées en 2009 et publiées en 2012. Il ressort que la mairie de Champigny-le-Sec administre une population totale de 1 090 1 090 personnes. À cela il faut soustraire les résidences secondaires (15 personnes) pour constater que la population permanente sur le territoire de la commune est de 1 075. 
La répartition de la population par sexe est la suivante:
- en 1999 : 51,2 % d'hommes et 48,8 % de femmes
- en 2006 : 50,1 % d'hommes et 49,9 % de femmes.
- en 2010 : 48,5 % d'hommes pour 51,5 % de femmes.

En 2006, selon l'Insee:
- Le nombre de célibataires était de : 30,2 % dans la population.
- Les couples mariés représentaient 58,3 % de la population,
- Les divorcés représentaient 4,7 % de la population,
- Le nombre de veuves et veufs était de 6,8 % de la population.

### Enseignement
La commune de Champigny-le-Sec dépend de l'académie de Poitiers (rectorat de Poitiers) et son école primaire dépend de l'inspection académique de la Vienne. Son 
école maternelle et élémentaire peut accueillir 124 élèves.

## Économie

### Agriculture
Selon la direction régionale de l'Alimentation, de l'Agriculture et de la Forêt de Poitou-Charentes, il reste encore 23 exploitations agricoles en 2010 contre 24 en 2000. 
Les surfaces agricoles utilisées ont augmenté de 7 % en 10 ans et sont passées de 2 743 hectares en 2000 à 2 956 hectares en 2010. 70 % sont destinées à la culture des céréales (blé tendre essentiellement mais aussi orges et maïs), 17 % pour les oléagineux (surtout du colza et un peu de tournesol), 1 % de protéagineux (pois) et 2 % pour le fourrage. En 2010, 31 hectares (25 en 2000) sont consacrés à la vigne. Le vignoble est réparti entre trois fermes (six en 2000).
La transformation de la production agricole est de qualité et permet aux exploitants d’avoir droit, sous conditions, aux appellations et labels suivants :
- Vin du Haut-Poitou en rouge, blanc et rosé (AOC) ;
- Melon du Haut-Poitou (IGP).

### Commerces
En 2012, deux commerces existent sur le territoire de la commune : une boucherie et une boulangerie.

### Activité et emploi
Le taux d'activité était de 81,7 % en 2006 et 76,6 % en 1999.
Le taux de chômage en 2006 était de 9,8 % et en 1999 il était de 10,6 %.
Les retraités et les pré-retraités représentaient 17,6 % de la population en 2006 et 18,6 % en 1999.

## Culture locale et patrimoine

### Lieux et monuments

#### patrimoine préhistorique
Le dolmen de Fontenaille dit aussi Pierre de Liaigues ou Dolmen des Rochelles a été classé monument historique en 1929. Avec le développement de l'agriculture intensive, et plus particulièrement à partir de 1955, date du début du remembrement, nombre de dolmens ont été démantelés. Celui-ci est un des rares rescapés et le seul qui reste sur le territoire de la commune. Il est impressionnant par la masse de sa table de grès qui repose sur trois piliers. Des fouilles ont mis au jour les ossements de six squelettes, ainsi que des débris de poteries. À l'origine, ce dolmen était recouvert de pierres et de terre pour former une butte artificielle appelée tumulus. Une entrée permettait d'y accéder pour y placer les morts. Érodée par le temps et la pluie, la butte s'est dégradée et seules les plus grosses pierres sont restées. Les tumulus de Bougon dans le département voisin des Deux-Sèvres permettent de se donner une idée de ce que devait être ces sites à la préhistoire.

#### Patrimoine naturel

##### La plaine de Vouzailles
Elle est située au cœur du seuil du Poitou. Elle est classée comme zone naturelle d'intérêt écologique, faunistique et floristique (ZNIEFF) . Elle couvre un vaste secteur de la bande de calcaires jurassiques qui forme un croissant entre Poitiers et Thouars. Elle couvre en partie ou en totalité le territoire de onze communes (Amberre, Ayron, Chalandray, Champigny-le-Sec, Cherves, Cuhon, Maillé, Maisonneuve, Massognes, Le Rochereau, Vouzailles). Il s’agit d’une plaine faiblement ondulée. Les sols sont argilo-calcaires, profonds et fertiles : ce sont de  groies, terres riches qui font l’objet d’une céréaliculture intensive. Les cultures céréalières sont interrompues çà et là par quelques îlots de vignobles traditionnels. La plaine de Vouzailles présente, donc, un paysage très ouvert. Elle est emblématique de ces plaines cultivées du Centre-Ouest de la France.
Malgré cette présence très forte de l’homme, de nombreux oiseaux ont pu se maintenir jusqu’à nos jours. Ces espèces comprennent notamment des espèces à affinités steppiques qui ont su s’adapter - du moins jusqu’à une époque récente, à une agriculture restée traditionnelle qui généraient une mosaïque d’emblavures suffisamment diversifiée pour subvenir à leurs besoins vitaux.
La plaine de Vouzailles, comme celle du Mirebelais et du Neuvillois, abrite un très important noyau reproducteur d’Outarde canepetière (47 couples en 2000). C’est une espèce en très fort déclin en Europe de l’Ouest (plus de 50 % de diminution des effectifs) et dont la région Poitou-Charentes constitue, avec la plaine de la Crau, un des derniers sites de nidification en France. Cette population représente plus du tiers de la population nationale. L’outarde est une espèce migratrice présente dans les plaines poitevines entre avril et octobre. C’est une espèce d’origine steppique qui a su s’adapter aux plaines ouvertes où l’activité agricole principale est de type polyculture-élevage. Pour leur parade, les mâles utilisent les parcelles à végétation basse et peu dense alors que les parcelles de luzerne sont activement recherchées en période de reproduction pour leurs ressources en insectes. Toutefois, le développement d’une agriculture modernisée ces dernières années est responsable du déclin dramatique de l’outarde. Ainsi, les effectifs nicheurs ont diminué de plus de 50 % en six ans. En effet, l’utilisation systématique des tracteurs détruit les nichées situées au sol ; l’utilisation d’insecticides provoquent une diminution importante voire la disparition des insectes, nourriture principale de ces oiseaux, l’augmentation de la taille des parcelles et le recours croissant au maïs irrigué ont modifié considérablement en peu d’années le biotope de ces oiseaux.
L’ornithologue amateur pourra, aussi, voir :
- Le Bruant ortolan (une centaine de couples) qui se trouve à proximité des vignes. C’est une espèce en fort déclin en Europe. Dans toute la moitié nord de la France, on ne compte que 60 à 70 couples. Cette espèce fait l’objet d’une protection sur tout le territoire français ;
- Les busards sont des rapaces typiques des milieux ouverts (landes, steppes, marécages). Ils nichent aujourd’hui principalement dans les céréales à la suite de la réduction de leurs habitats naturels. Leurs effectifs sont étroitement liés aux fluctuations d’abondance des campagnols des champs qui constituent l’essentiel de leur alimentation et en font d’utiles auxiliaires de l’agriculture. Le Busard cendré et le Busard Saint-Martin sont tous les deux des espèces protégées dans toute la France. Le busard cendré utilise les céréales à paille pour installer son nid. Son territoire de chasse recouvre la plaine et ses abords : il y recherche gros insectes et campagnols.
- La Chevêche d’Athéna ;
- Le Petit-duc scops ;
- L’ Œdicnème criard (espèce protégée dans toute la France). Il recherche la plaine pour se reproduire, pour nicher, dans des zones de terre nue, souvent pierreuses ou avec une maigre végétation rase, sur sol sec. Il pond à même le sol, souvent dans un semis de tournesol ou entre deux rangs de vigne. C’est un gros consommateur d’insectes, d’escargots et de limaces. À l’automne, les familles se rassemblent en des lieux favorables réutilisés année après année. Les groupes atteignent parfois 300 individus avant leur départ en migration vers le sud, Espagne ou Afrique. Quelques oiseaux hivernent sur place
- La perdrix grise ;
- Le Pluvier doré , une espèce limicole qui trouve en la plaine de Vouzailles le principal site d’hivernage dans le département de la Vienne durant la mauvaise saison où ils peuvent encore capturer les invertébrés du sol qui représentent l’essentiel de leur nourriture;
- Le Vanneau huppé une espèce limicole qui trouve en la plaine de Vouzailles le principal site d’hivernage dans le département de la Vienne durant la mauvaise saison où ils peuvent encore capturer les invertébrés du sol qui représentent l’essentiel de leur nourriture.

### Articles de Wikipédia
- Liste des communes de la Vienne
- Anciennes communes de la Vienne
- Liste des monuments historiques de la Vienne

## Sources